# Diplôme d'ingénieur en France
Cet article décrit les différentes études menant au titre d'ingénieur en France. Au 1er septembre 2020, il y a 204 écoles d'ingénieurs françaises accréditées par la Commission des titres d'ingénieur (CTI) à délivrer un diplôme d'ingénieur dont sept écoles de « spécialisation » ; la CTI tient à jour une base de données certifiées sur les écoles et programmes accrédités.
La France possède la particularité de disposer, en plus des universités, de diverses écoles d’enseignement supérieur, les grandes écoles, dont les écoles d’ingénieurs font partie. Ces écoles se distinguent notamment par une sélection à l’entrée et un effectif réduit. Les études durent cinq ans au total (dont deux ans de cycle préparatoire) et débouchent sur un diplôme d’ingénieur (conférant également le grade de master).
Ces cinq années d'étude peuvent avoir lieu tout d'abord dans un cycle préparatoire de deux ans, puis dans l'école d'ingénieurs proprement dite pour trois ans. Certaines écoles d'ingénieurs forment pendant cinq années « intra muros » et se répartissent en deux catégories, d'une part celles qui ont un cycle préparatoire « intégré » suivi d'un cycle d'approfondissement, et celles qui n'ont qu'un seul cycle de cinq ans.

## Histoire
Les premières formations d'ingénierie militaire en France sont associées au développement des armes savantes pour la marine et l'armée de terre, au travers des corps de navigateurs-hydrographes, de charpenterie de marine, de l'artillerie et du génie. Elles remontent à 1571 pour la marine avec le Collège maritime des Accoules (dont l'héritière est l'École nationale de la Marine marchande de Marseille), à 1679 pour l'artillerie avec l'École royale de l'artillerie de Douai et à 1748 pour le génie avec l'École royale du génie de Mézières.

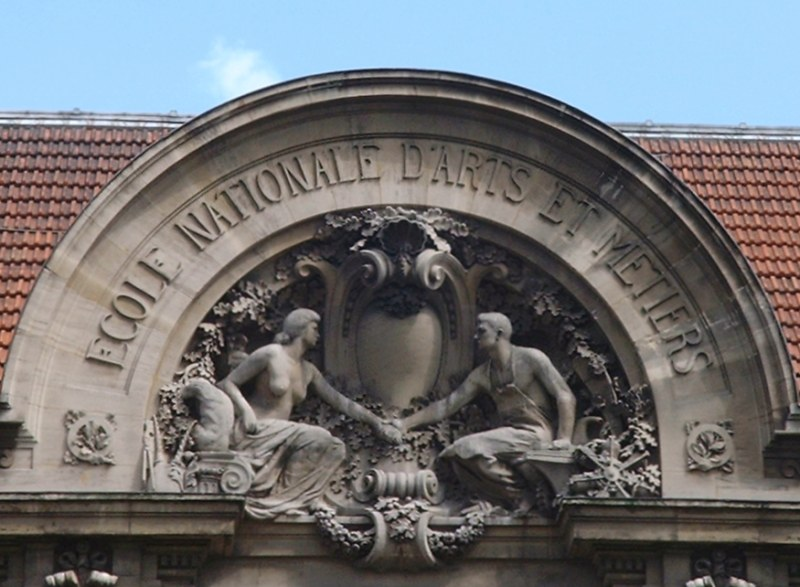
Détail de la façade du bâtiment historique de l'ENSAM, 151 bd de l'Hôpital, Paris.

Les formations d'ingénierie d'État se développent avec la création en 1741 de l'École des ingénieurs-constructeurs des vaisseaux royaux (dont l'héritière est l'ENSTA - IP Paris) et celle l'École royale des ponts et chaussées (renommée École nationale des ponts et chaussées depuis) en 1747. Suivent, quelques années après, d'autres écoles telles que l’École des Arts et Métiers, créée en 1780, qui dispense un savoir scientifique et technique (aujourd'hui renommée Arts et Métiers), ou l'école des mines de Paris (renommée Mines ParisTech - PSL), créée en 1783 pour former les inspecteurs de l'exploitation des mines du royaume.
À l'époque révolutionnaire, les universités sont supprimées en 1793 et remplacées par des écoles spéciales. L’École polytechnique, pour pourvoir aux grands corps d’État, et le Conservatoire national des arts et métiers sont créées en 1794.
L'essor de l'industrie nécessite le développement de formations aux sciences appliquées au début du XIXe siècle. Apparaissent des formations d'ingénierie dans les bassins industriels pionniers tels que Saint-Étienne, Paris, Lille, Lyon et Mulhouse notamment. Des cours de dessin linéaire, de géométrie et de mécanique appliquée aux arts se développent dans les métropoles industrielles françaises. À Paris, en 1819, le Conservatoire national des arts et métiers établit une chaire d'enseignement de mécanique appliquée aux arts, tenue par Charles Dupin. À Mulhouse en 1822 et à Lille en 1823, des cours de chimie appliquée aux arts industriels sont créés pour soutenir l'industrie.
En 1824, l'École nationale des eaux et forêts est créée à Nancy, assurant la formation des cadres forestiers pour l'Administration des Eaux et Forêts qui étaient aussi les officiers du Corps des chasseurs forestiers.
« C'est pour répondre aux besoins devenus trop importants et trop spécifiques des entreprises qui naissent pendant la première révolution industrielle qu'est créée, à l'initiative de quelques savants, l'École centrale des arts et manufactures (renommée « École centrale Paris »), à Paris en 1829, afin d'enseigner la « science industrielle ». Elle forme des ingénieurs civils, appellation dont l'origine britannique est revendiquée. Ce sont des généralistes de l'entreprise. L'École nationale supérieure des mines d'Alès a été fondée en 1843 sous l'ordonnance royale du roi Louis-Philippe. L'initiative privée s'exprime ensuite dans le même esprit sous le second empire, mais pour la première fois en province, avec la création de l'École des arts industriels de Lille en 1854, et celle de l'École centrale lyonnaise en 1857. »
« On se plaît à faire dater les premières écoles d'ingénieurs du milieu du XVIIIe siècle, au moment de la création d'écoles d'ingénieurs d'État. Mais cette manière de voir laisse sous silence les capacités de construction de bateaux, qui représentaient une première forme très aboutie de l'art de l'ingénieur. Elle masque par ailleurs le fait que les premiers ingénieurs pour l'industrie ont été formés seulement à partir des années 1850. (…) La création de l'École centrale Paris se fait par réaction vis-à-vis de la dérive de l'École polytechnique, avec l'ambition de former de vrais ingénieurs. L'École centrale Paris ne se développera qu'à partir des années 1850, à l'initiative de Lavallée, du chimiste Jean-Baptiste Dumas, du physicien Eugène Peclet et du mathématicien Theodore Olivier. »
« Après 1870, la seconde révolution industrielle, associée aux progrès scientifiques et techniques suscite la création, selon le même processus, partenarial et privé, associant des collectivités locales (exemple singulier de l'École de physique et chimie de la ville de Paris), des pouvoirs économiques (CCI) et des personnalités scientifiques la majorité des créations ultérieures. Les écoles en question sont par contre souvent plus spécialisées. »

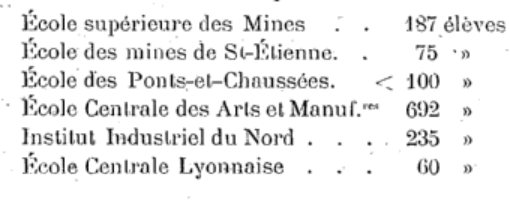
Effectifs des écoles délivrant un diplôme d'ingénieur en France en 1894.

En 1894, les écoles délivrant un diplôme d'ingénieur en France sont l'École supérieure des mines de Paris, l'École des mines de Saint-Étienne, l'École nationale des ponts et chaussées, l'École centrale des arts et manufactures, l'Institut industriel du Nord (École centrale de Lille) et l'École centrale lyonnaise.
En 1934 est créée la Commission des titres d'ingénieur pour habiliter les établissements et protéger les titres des diplômés, à la suite de la contraction du marché de l'emploi en période de crise économique.
Suit une réorganisation de la formation. Les écoles nationales supérieures d’ingénieurs (ENSI) sont créées en 1947, ce sont toutes des écoles appartenant à des universités. L’École nationale supérieure d'arts et métiers se restructure en 1963 pour avoir un diplôme à bac+5. Sont créés également les écoles nationales d’ingénieurs et les instituts nationaux des sciences appliquées, des écoles en cinq ans à cette époque.
À partir des années 1970, les premières écoles internes aux universités sont créées ; leur nombre croît à partir de la loi sur l'enseignement supérieur de 1984. Au début des années 2000, est créé le réseau Polytech.
Dans les années 2000, l'importance des effectifs de jeunes diplômés qui entrent dans la finance est parfois critiquée, compte tenu de l'éloignement par rapport aux missions commerciales ou industrielles auxquelles préparait leur enseignement, dans un contexte où la finance est accusée d'asphyxier l'industrie.

## Diplôme d'ingénieur

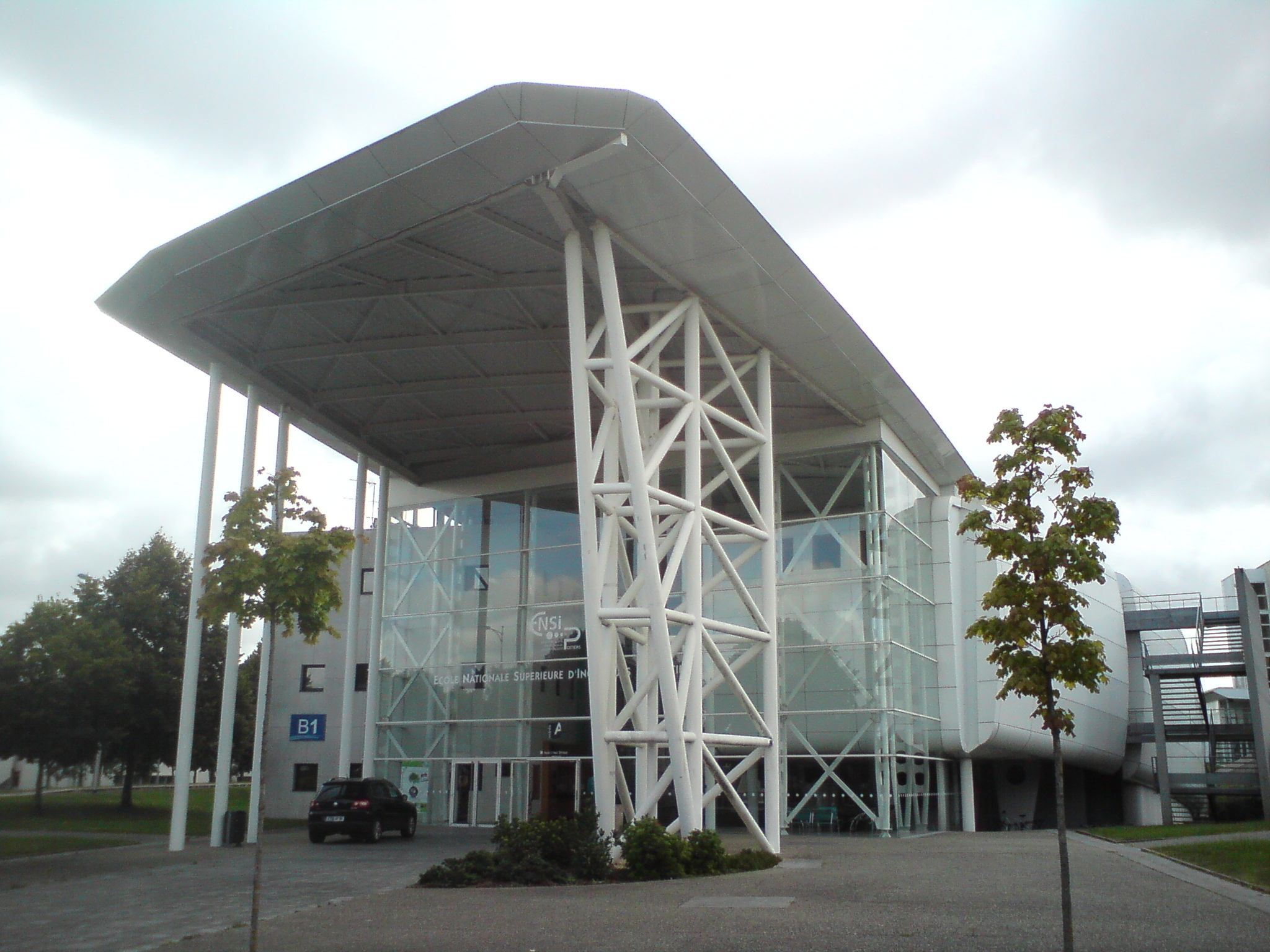
L'ENSI Poitiers, au sein de l'université de Poitiers.

Dans l’industrie traditionnelle, l’ingénieur est avant tout un animateur d’équipe et un gestionnaire qui doit composer avec d’autres collaborateurs (ouvriers, techniciens) pour assurer la production (de biens ou de services), développer de nouveaux outils ou produits (machines, logiciels, méthodes) et optimiser les procédés.
Dans les entreprises à forte composante humaine en recherche et développement (industrie du savoir), l’ingénieur est une composante « ouvrière » participant à la création d’un produit ou d’un service. Il doit avoir de solides bases scientifiques et technologiques afin de comprendre les processus mis en jeu et de les faire évoluer. L’ingénieur est soumis à une nécessité de formation permanente s’il veut « rester performant » et doit, par conséquent, pratiquer régulièrement des activités de veille technologique.
En France, contrairement au titre « ingénieur » seul, le titre « ingénieur diplômé » est protégé par la loi. En effet, seul un étudiant d’une école habilitée par l’État devient, après ses études, « ingénieur diplômé ». Depuis 1934, une personne usurpant le titre d’« ingénieur diplômé » est passible d’un emprisonnement d’un an et d’une amende de 15 000 €.
Le master est un diplôme national sanctionnant une formation en deux ans après la licence. Pour les disciplines scientifiques, cette formation possède donc une vocation proche de celle menant au diplôme d’ingénieur, cependant l'obtention d’un master ne confère pas de titre d’ingénieur diplômé ; en revanche, le diplôme d'ingénieur confère le grade de master.
En France, le terme « ingénieur » est utilisé en rapport avec plusieurs fonctions ou niveaux de formation, selon la Commission des titres d'ingénieur (CTI) :
- ingénieur diplômé : titulaire d’un titre d’« ingénieur diplômé » (Bac+5, grade 300 ECTS) conféré par un diplôme d’ingénieur délivré par un établissement d’enseignement supérieur habilité par l’État :
  - ingénieur diplômé d’un établissement, la forme la plus classique,
  - ingénieur diplômé par deux établissements, dont au moins un français (encore peu développé),
  - ingénieur de spécialisation, diplôme délivré à des ingénieurs déjà diplômés à l'issue de deux ou trois semestres d'études supplémentaire, dont le but est d'approfondir ou compléter sa formation en développant une nouvelle compétence dans un domaine professionnel à fort potentiel de croissance,
  - ingénieur diplômé par l’État, procédure similaire à la validation d’acquis mais sans passer par une école[12] ;
- ingénieur-maître : titre accordé à certains diplômés d’un institut universitaire professionnalisé (bac+4). Ce titre a disparu avec l'application de la réforme LMD.

L'association Ingénieurs et scientifiques de France (IESF) utilise les appellations suivantes pour des personnes non titulaires d'un diplôme reconnu par la Commission des titres d'ingénieur :
- « ingénieur reconnu d’origine scientifique » (IRS) regroupe les titulaires d’un diplôme Bac+5 scientifique universitaire ou d’un titre scientifique reconnu par France compétences au niveau 7 ;
- « ingénieur reconnu » (IR) regroupe les titulaires d’un diplôme Bac+2 scientifique qui ont exercé, pendant une certaine durée, des fonctions d’ingénieur.

## Diplôme d'ingénieur en agriculture
Le diplôme d'ingénieur en agriculture est en France reconnu par l'État. Il sanctionne un cursus de cinq ans d'études supérieures après le baccalauréat, à cycle préparatoire intégré, mais des « admissions parallèles » sont également possibles. Comme tous les diplômes d'ingénieur, il confère le grade de master. Il est en outre accessible par la formation continue, l'apprentissage et la validation des acquis de l'expérience. La Commission des titres d'ingénieurs (CTI) habilite actuellement six écoles à le délivrer ; ce sont des écoles de statut associatif sous contrat avec le ministère de l'Agriculture, en vertu de la loi Rocard de 1984, qui leur confie une mission de service public d'enseignement, de recherche et de développement. Cinq écoles appartiennent ainsi à la Fédération des écoles supérieures d'ingénieurs en agriculture (FESIA) : l'École supérieure d'agriculture d'Angers, l'Institut supérieur d'agriculture de Lille, l'Institut supérieur d'agriculture et d'agroalimentaire Rhône-Alpes (Lyon), l'École d'ingénieurs de Purpan (Toulouse), l'École Supérieure d'Ingénieurs et de Techniciens pour l'Agriculture (Rouen) (ces deux dernières écoles ont fusionné progressivement entre 2016 et 2018 pour former l'Institut polytechnique UniLaSalle).

## Déroulement des études

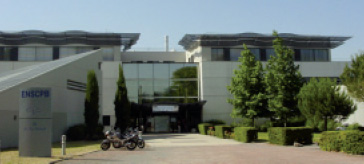
École nationale supérieure de chimie et de physique de Bordeaux

En France, le diplôme d’ingénieur est obtenu dans une école d’ingénieurs, dont les plus anciennes ont été créées au XVIIIe siècle. Les études durent cinq années après un baccalauréat (bac+5). Il existe différents types d’écoles : publiques ou privées, indépendantes ou intégrées à une université. Elles organisent elles-mêmes leur formation, le plus souvent en harmonie avec les centres de recherche et les industries environnantes, et le contrôle des connaissances. En 2008, cette formation concernait 100 000 étudiants, également appelés « élèves-ingénieurs ».
Ces établissements ont pour point commun d’être habilités par l'État après enquête et agrément de la commission des titres d'ingénieur (CTI) concernant entre autres la qualité de la formation. La spécificité des écoles d'ingénieurs réside dans la diversité des ministères de tutelle auxquelles elles sont rattachées. Même si le ministère chargé de l'enseignement supérieur habilité la majorité des écoles, les ministères techniques comme l’agriculture, l'industrie, la défense, etc habilitent certaines écoles. La liste des écoles habilitées à délivrer des diplômes d'ingénieur est publiée chaque année par arrêté ministériel. En cas de refus de la part de la commission des titres d’ingénieur, l’école peut faire appel auprès du conseil supérieur de l'éducation. Depuis 1999, le grade de master (bac+5) est conféré par l’État à tout titulaire d’un titre d'ingénieur diplômé.
Les élèves-ingénieurs ne sont pas tous étudiants. Les écoles mettent en place progressivement des formations par apprentissage, où les périodes de cours sont alternées avec des périodes en entreprise. La formation continue est également possible, par exemple par la « filière Fontanet », qui existe depuis 1974, destinée aux titulaires d’un diplôme universitaire de technologie (DUT) ou d’un brevet de technicien supérieur (BTS) par exemple, ayant accompli trois ans d’expérience professionnelle. Il est également possible d'obtenir un diplôme d'ingénieur par valorisation des acquis de l'expérience (VAE). Il faut avoir un niveau bac+2 minimum, au moins cinq ans d'expérience en milieu industriel et passer devant un jury qui évalue les aptitudes de la personne.
Au fil des années, de plus en plus d'écoles d'ingénieurs se sont spécialisées dans l'informatique. Elles proposent des formations qui mènent à des professions telles qu'architecte de logiciels, ingénieur de déploiement réseaux ou chef de projet fonctionnel web.

### Années préparatoires et concours
Comme pour toutes les études du deuxième cycle, les écoles d’ingénieurs sélectionnent leurs élèves sur dossier. Il existe deux types d'écoles d'ingénieurs : celles en trois ans qui recrutent à Bac + 2 minimum, ainsi que celles en cinq ans qui recrutent post-bac et à bac+2.
D'après l'association Ingénieurs et scientifiques de France, en 2014, les filières de recrutement se diversifient : moins de 50 % des ingénieurs sont allés en classes préparatoires avant d'intégrer une école (17 250 personnes entrantes à l'issue des concours 2020 pour 19 200 places), 70 % si on ajoute les prépas intégrées aux écoles d’ingénieurs (13 000 places post-bac).

#### Écoles en trois ans
Les écoles en trois ans sont pour la plupart accessibles sur concours. Les concours à bac+2 sont particulièrement destinés aux élèves des classes préparatoires aux grandes écoles (CPGE) scientifiques (MP, PC, PSI, PT, TSI, TB, TPC BCPST ou ATS).
Selon l'école visée, on distingue différents concours :
| Nom du concours                                                | Écoles | Groupe ou affiliation |
| -------------------------------------------------------------- | --- | --- |
| Concours X-ESPCI                                               | École polytechnique | Institut polytechnique de Paris |
| Concours X-ESPCI                                               | ESPCI Paris - PSL | Université PSL, Réseau ParisTech |
| Concours Mines-Ponts (dit "Grandes Mines")                     | ENSTA - IP Paris | Institut polytechnique de Paris |
| Concours Mines-Ponts (dit "Grandes Mines")                     | ENSAE Paris - IP Paris | Institut polytechnique de Paris |
| Concours Mines-Ponts (dit "Grandes Mines")                     | Télécom Paris - IP Paris | Institut polytechnique de Paris, Institut Mines-Télécom                                                                              |
| Concours Mines-Ponts (dit "Grandes Mines")                     | Mines ParisTech - PSL | Université PSL, Réseau ParisTech |
| Concours Mines-Ponts (dit "Grandes Mines")                     | Chimie ParisTech - PSL | Université PSL, Réseau ParisTech |
| Concours Mines-Ponts (dit "Grandes Mines")                     | École nationale des ponts et chaussées                                                                                               | Institut polytechnique de Paris, Réseau ParisTech                                                                                    |
| Concours Mines-Ponts (dit "Grandes Mines")                     | ISAE - Supaéro (cursus Supaéro) | Groupe ISAE, ComUE Université fédérale de Toulouse                                                                                   |
| Concours Mines-Ponts (dit "Grandes Mines")                     | Mines Saint-Étienne (cursus ICM) | Institut Mines-Télécom |
| Concours Mines-Ponts (dit "Grandes Mines")                     | IMT Atlantique | Institut Mines-Télécom |
| Concours Mines-Ponts (dit "Grandes Mines")                     | Mines Nancy | Université de Lorraine, Institut Mines-Télécom                                                                                       |
| Concours Centrale-Supélec                                      | CentraleSupélec | Université Paris-Saclay, Groupe Centrale                                                                                             |
| Concours Centrale-Supélec                                      | École centrale de Lille | Groupe Centrale |
| Concours Centrale-Supélec                                      | École centrale de Lyon | Groupe Centrale |
| Concours Centrale-Supélec                                      | École centrale de Marseille | Groupe Centrale |
| Concours Centrale-Supélec                                      | École centrale de Nantes | Groupe Centrale |
| Concours Centrale-Supélec                                      | École centrale de Casablanca | Groupe Centrale |
| Concours Centrale-Supélec                                      | Institut d'optique Graduate School                                                                                                   | Université Paris-Saclay, Réseau ParisTech                                                                                            |
| Concours Centrale-Supélec                                      | Arts et Métiers | Réseau ParisTech |
| Concours Centrale-Supélec                                      | ENSEA | |
| Concours Centrale-Supélec                                      | École navale | |
| Concours Centrale-Supélec                                      | Université de technologie de Troyes                                                                                                  | |
| Concours Centrale-Supélec                                      | ESTP Paris | |
| Concours Centrale-Supélec                                      | EPF (école d'ingénieurs) | |
| Concours Mines-Télécom (dit "Petites Mines")                   | 17 écoles d’ingénieurs dont Télécom SudParis, ENSTA Bretagne et Mines Saint-Étienne (cursus ISMIN)                                   | 17 écoles d’ingénieurs dont Télécom SudParis, ENSTA Bretagne et Mines Saint-Étienne (cursus ISMIN)                                   |
| Concours commun des instituts nationaux polytechniques (CCINP) | 72 écoles d’ingénieurs, dont celles du groupe INP, du groupe ISAE, de la fédération Gay-Lussac, et du réseau Polyméca.               | 72 écoles d’ingénieurs, dont celles du groupe INP, du groupe ISAE, de la fédération Gay-Lussac, et du réseau Polyméca.               |
| Concours ESTP/ENSAM/Euclide/Archimède (e3a)                    | 65 écoles d’ingénieurs, dont celles du réseau Polytech.                                                                              | 65 écoles d’ingénieurs, dont celles du réseau Polytech.                                                                              |
| Banque Physique et Technologie (PT)                            | 122 écoles d’ingénieurs. Destiné aux étudiants en classe préparatoire aux grandes écoles (CPGE) Physique et technologie (PT).        | 122 écoles d’ingénieurs. Destiné aux étudiants en classe préparatoire aux grandes écoles (CPGE) Physique et technologie (PT).        |
| Banque d'épreuves Géologie Eau et Environnement (G2E)          | 18 écoles d’ingénieurs, dont 5 écoles du réseau Polytech et 3 écoles de l'Institut Mines-Télécom.                                    | 18 écoles d’ingénieurs, dont 5 écoles du réseau Polytech et 3 écoles de l'Institut Mines-Télécom.                                    |
| Concours agronomiques et vétérinaires                          | Plusieurs écoles d’ingénieurs comme AgroParisTech, Agrocampus Ouest ou VetAgro Sup.                                                  | Plusieurs écoles d’ingénieurs comme AgroParisTech, Agrocampus Ouest ou VetAgro Sup.                                                  |
| Concours TPE/EIVP                                              | École nationale des travaux publics de l'État                                                                                        | ComUE Université de Lyon |
| Concours TPE/EIVP                                              | ENSG Géomatique | Université Gustave Eiffel |
| Concours TPE/EIVP                                              | IMT Lille-Douai | Institut Mines-Télécom |
| Concours TPE/EIVP                                              | École nationale de la météorologie                                                                                                   | INP Toulouse |
| Concours adaptation technicien supérieur (ATS) ou ENSEA        | 45 écoles d’ingénieurs. Principalement destiné aux étudiants titulaires d'un BTS ou d'un DUT et inscrits en classe préparatoire ATS. | 45 écoles d’ingénieurs. Principalement destiné aux étudiants titulaires d'un BTS ou d'un DUT et inscrits en classe préparatoire ATS. |

Bon nombre d'écoles d'ingénieurs en trois ans recrutent également des titulaires d'un diplôme universitaire de technologie (DUT), d'un brevet de technicien supérieur (BTS), d'une licence (L2, L3 ou professionnelle), d'un master 1, d'un diplôme étranger sur dossier (« admission sur titres »), ou encore après une expérience professionnelle préliminaire en tant que technicien supérieur (filière Descomps). La réalité est souvent bien plus compliquée, chaque école pouvant avoir plusieurs modes de recrutement.
Certains réseaux d'écoles proposent aussi des cycles préparatoires en deux ans. Ces formations sont communes à plusieurs écoles et sont semblables aux cycles préparatoires intégrés des écoles en cinq ans (voir le paragraphe ci-dessous). Elles sont souvent plus axées sur les spécialités des écoles en question que les CPGE. Leur admission post-bac ainsi que l'intégration aux écoles d'ingénieurs à bac+2 se font par dossier. Les cycles préparatoires communs les plus importants sont : la « prépa des INP » (ancien cycle préparatoire polytechnique - CPP) permet d'entrer dans 31 écoles liées aux instituts nationaux polytechniques (INP), la prépa Gay-Lussac permet d'intégrer 20 écoles de chimie, ou bien le cycle préparatoire PeiP permettant d'entrer dans l'une des 15 écoles du réseau Polytech.

#### Écoles en cinq ans

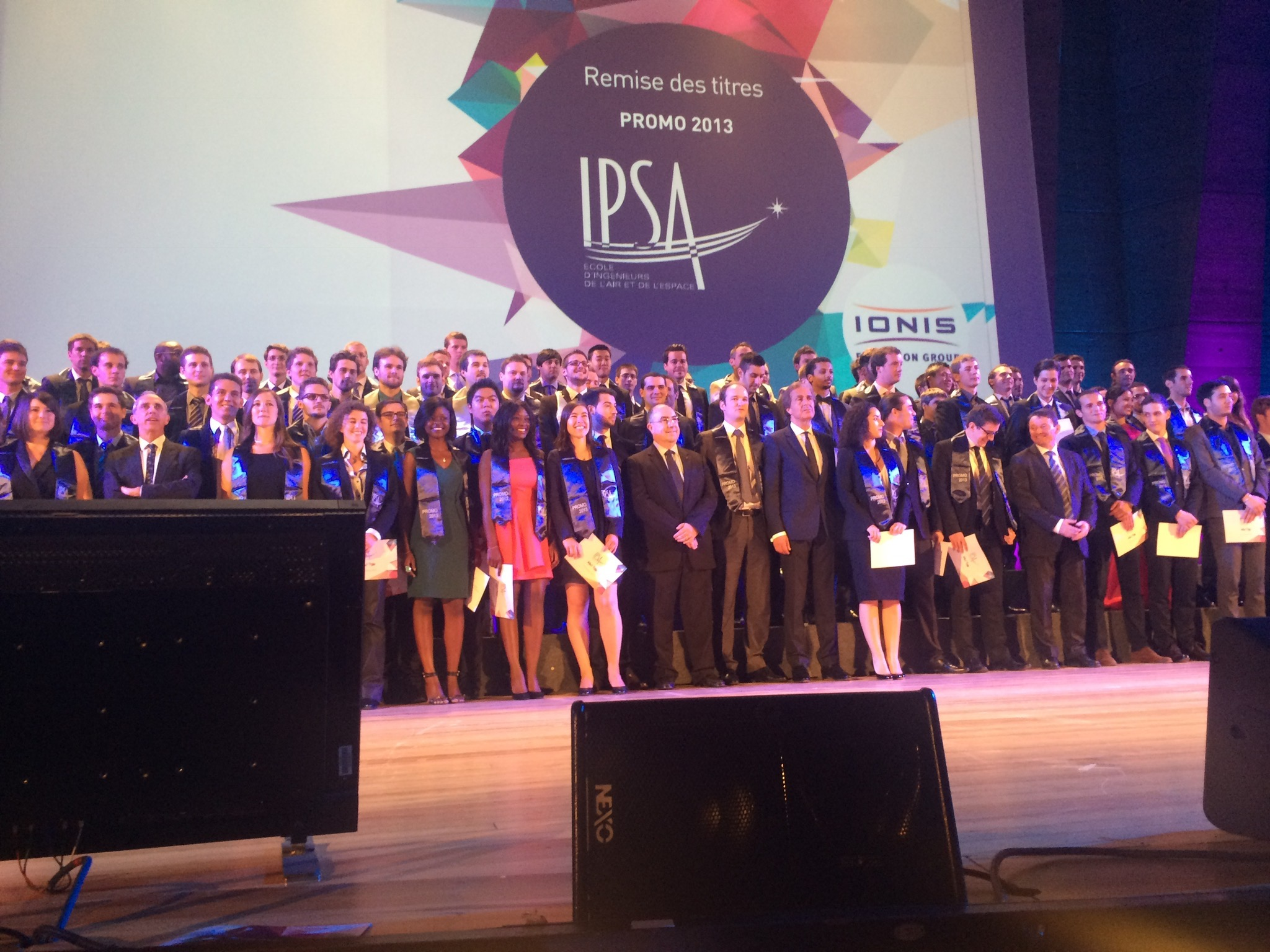
Promotion 2013 de l’École d’ingénieurs IPSA

On distingue durant les cinq années d’études : le cycle « préparatoire » (2 ans) et le cycle « ingénieur » (3 ans). Le cycle préparatoire se déroule dans l’école même (on parle de cycle préparatoire intégré ou « prépa intégrée »), et l’élève entre dans l'école directement après le baccalauréat, sur dossier ou par concours. Si ces écoles recrutent aussi à bac +2, les élèves qui sont titulaires d'un bac+2 (CPGE, prépa intégrée, DUT, BTS, L2) peuvent alors entrer directement en troisième année d’études, en cycle ingénieur. Il existe également des cycles préparatoires fédératifs, communs à plusieurs écoles d'ingénieurs. On peut citer par exemple : la Prépa des INP (l'ancien cycle préparatoire polytechnique), le cycle préparatoire intégré de la fédération Gay-Lussac, le cycle préparatoire de Bordeaux, ou encore le cycle préparatoire PeiP du Réseau Polytech. Il s'agit de deux ans de formation – ayant lieu dans une école ou à l'université – qui préparent à l'entrée dans les écoles d'ingénieurs associées, rattachées ou partenaires. Les élèves intègrent ensuite l'école partenaire de leur choix si le classement des dossiers le permet.
La sélection post-bac des élèves peut se faire sur dossier comme dans les INSA, les UT ainsi que les cycles préparatoires communs cités précédemment, ou bien via un concours. La plupart du temps, ce concours est commun à un réseau : par exemple, le concours Geipi Polytech regroupe 34 écoles, le concours FESIC regroupe 26 écoles privées associatives.
Il existe aussi d'autres concours plus petits d'écoles d'ingénieurs privées : 
| Nom du concours          | Écoles                                                         |
| ------------------------ | -------------------------------------------------------------- |
| Concours Advance         | EPITA                                                          |
| Concours Advance         | ESME Sudria                                                    |
| Concours Advance         | IPSA                                                           |
| Concours Advance         | Sup'Biotech                                                    |
| Concours Avenir          | ECE Paris                                                      |
| Concours Avenir          | EIGSI La Rochelle                                              |
| Concours Avenir          | EPF (école d'ingénieurs)                                       |
| Concours Avenir          | ESIGELEC                                                       |
| Concours Avenir          | ESILV Paris La Défense                                         |
| Concours Avenir          | ESITC Caen                                                     |
| Concours Avenir          | ESTACA Paris-Saclay                                            |
| Concours Puissance Alpha | 15 écoles d’ingénieurs privées post-bac habilitées par la CTI. |

La sélection à bac+2 ou plus des élèves se fait de la même manière que les écoles en trois ans : concours pour les CPGE, dossier pour les DUT, BTS, cycles préparatoires intégrés, L2, licences, licences professionnelles et masters 1.

### Pédagogie

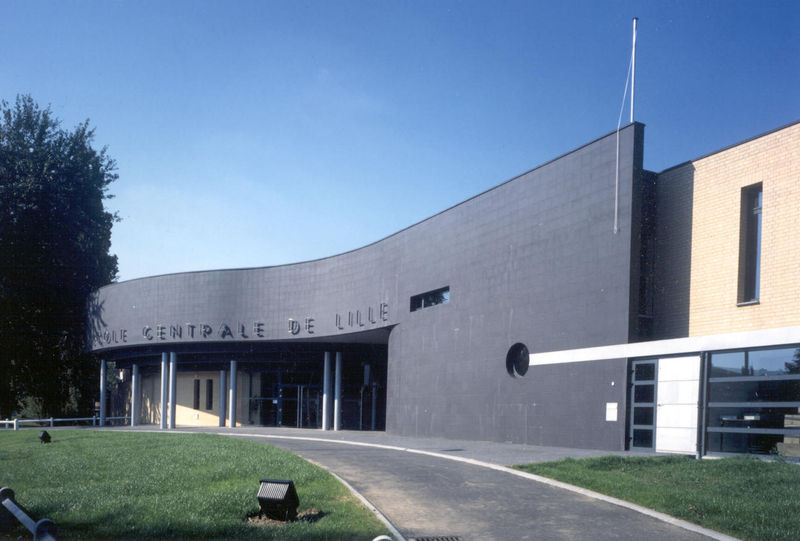
École centrale de Lille.

Avec la création de l'espace européen de l'enseignement supérieur, les programmes des universités européennes se sont alignés sur le cadre des certifications qui décrit les connaissances et compétences associés à chaque grade de formation. Pour les études d'ingénieur, la CTI a participé avec une dizaine d'autres agences européennes à l'élaboration d'un référentiel commun (référentiel EUR-ACE) pour les acquis de l'apprentissage attendus des ingénieurs diplômés européens (savoirs scientifiques, savoir-faire et capacités comportementales).
Les élèves reçoivent donc une formation scientifique, mais aussi un enseignement des langues étrangères, du management ainsi que des sciences humaines, économiques et juridiques.
Les élèves doivent également réaliser des projets pour des entreprises ou pour leur école et mettent leurs connaissances en pratique lors des stages obligatoires.
Parmi les conditions d’attribution du diplôme figure notamment le niveau B2 en anglais du cadre européen commun de référence pour les langues, certifié par un test externe (TOEIC, TOEFL, IELTS ou un Examen de Cambridge) : par exemple par une note de 785 au TOEIC ou 6.0 à l'IELTS. Cependant certaines grandes écoles vont encore plus loin en demandant à leurs élèves un TOEIC à 800 pts (ou IELTS 6.5), comme c'est le cas par exemple à l'école polytechnique, à l'École nationale supérieure Mines-Télécom Atlantique Bretagne Pays de la Loire, à l'INSA de Rennes, à l'École centrale de Paris ; voire un TOEIC à 850 pts à l'école nationale supérieure maritime du Havre ou à l'École centrale de Nantes. Néanmoins d'après la commission des titres d'ingénieur, le niveau souhaitable en anglais pour un ingénieur est le niveau C1.

## Titre d'ingénieur diplômé par l'État (DPE)
Le titre d'ingénieur diplômé par l’État (DPE) est délivré aux candidats ayant une expérience de cinq ans de « pratique professionnelle dans des fonctions communément confiées à des ingénieurs » et ayant réussi des épreuves spécifiques. Celles-ci sont organisées par les écoles d’ingénieurs selon une liste fixée,.
Par exemple pour la spécialité « Chimie », les écoles organisant ces épreuves sont : l’école nationale supérieure des ingénieurs en arts chimiques et technologiques, le conservatoire national des arts et métiers, l’école supérieure chimie physique électronique de Lyon, l’institut textile et chimique, l’institut national des sciences appliquées de Rouen, l’école européenne de chimie, polymères et matériaux et l’école nationale supérieure de chimie de Lille.
La première épreuve est une « évaluation de l’expérience et des acquis professionnels du candidats » sous forme d’entretien avec le jury. En cas de succès, la seconde épreuve est une soutenance de mémoire, suivie d’une discussion avec le jury. L’avis de ce dernier est alors transmis au jury national qui prend la décision finale.

## Diplômes d'ingénieries
En dehors du diplôme d’ingénieur, les formations suivantes peuvent se consacrer à l’ingénierie :
- le doctorat ;
- le diplôme de master et le cursus master en ingénierie (CMI) d'une université dans une UFR de science ou d’ingénierie ;
- le mastère spécialisé et le mastère en sciences (MSc) qui sont des diplômes hors du système universitaire, certifiés uniquement par la conférence des grandes écoles ;
- la formation continue : proposée par des organismes spécialisés comme le CNAM et les ITII, ou par les écoles d'ingénieurs elles-mêmes, notamment avec la validation des acquis et de l'expérience (VAE), permettant d'obtenir un diplôme d'ingénieur, un diplôme de master, un mastère spécialisé, etc. ;
- les diplômes d'écoles d'ingénierie privées hors contrat qui peuvent délivrer des titres RNCP, mais qui contrairement au diplôme d'ingénieur ne sont pas certifiés par la commission des titres d'ingénieur (CTI) et ne confèrent pas de grade de master.

Un nombre significatif d'entre eux travaillent à l'étranger, en Europe, Amérique du Nord, Amérique Latine, Asie, ainsi que dans les pays en développement[réf. nécessaire].
Des accords bilatéraux et internationaux, tels que les arrangements de reconnaissance mutuelle (ARM) signés entre la CTI et l'Ordre des ingénieurs du Québec (OIQ) pour permettre le droit de pratique à titre d'ingénieur dans les deux États, ou entre la CTI et l'Ordre des agronomes du Québec (OAQ) pour l'utilisation du titre d'agronome ou d'ingénieur agronome tant en France qu'au Québec, facilitent cette mobilité à l'international des diplômés du monde agricole.

## Statistiques
| type d’école             | 1990   | 2002    | 2003    | 2004    | 2005    | 2006    | 2007    | 2008    |
| Universitaires           | 10 545 | 25 240  | 24 855  | 25 759  | 25 606  | 25 983  | 26 414  | 20 429  |
| Des UT                   | 1 689  | 4 075   | 4 321   | 4 511   | 4 838   | 5 118   | 5 450   | 5 795   |
| Des INP                  | 5 091  | 9 252   | 9 600   | 9 494   | 9 532   | 9 483   | 5 989   | 4 992   |
| Public MEN               | 15 461 | 24 128  | 22 550  | 23 525  | 23 431  | 22 342  | 24 290  | 33 644  |
| Public autres ministères | 10 865 | 14 577  | 17 270  | 17 178  | 17 458  | 18 420  | 17 357  | 16 922  |
| Privé                    | 14 002 | 25 135  | 26 411  | 26 752  | 27 192  | 27 500  | 29 273  | 32 645  |
| Total                    | 57 653 | 102 407 | 105 007 | 107 219 | 108 057 | 108 846 | 108 773 | 114 427 |

| type d’école                             | 1999 | 2000 | 2001 | 2002 | 2003 | 2004 | 2005 | 2006 | 2007 | 2008 | 2009 | 2010 | 2011 | 2012 | 2013 | 2014 | 2015 | 2016 | 2017 |
| publiques, dépendantes des universités   | 69   | 69   | 68   | 69   | 66   | 70   | 69   | 70   | 74   | 59   |      |      |      |      |      |      |      |      |      |
| publiques, dépendantes des INP           | 21   | 21   | 19   | 20   | 20   | 21   | 21   | 21   | 11   | 10   |      |      |      |      |      |      |      |      |      |
| publiques, dépendantes des UT            | 3    | 3    | 3    | 3    | 3    | 3    | 3    | 3    | 3    | 3    |      |      |      |      |      |      |      |      |      |
| publiques, indépendantes des universités | 84   | 81   | 85   | 83   | 83   | 85   | 84   | 86   | 85   | 92   |      |      |      |      |      |      |      |      |      |
| privées                                  | 68   | 67   | 68   | 68   | 72   | 71   | 69   | 67   | 68   | 68   |      |      |      |      |      |      |      |      |      |
| Total                                    | 245  | 241  | 243  | 243  | 244  | 250  | 246  | 247  | 240  | 231  |      |      |      |      | 217  | 210  | 210  | 210  | 207  |

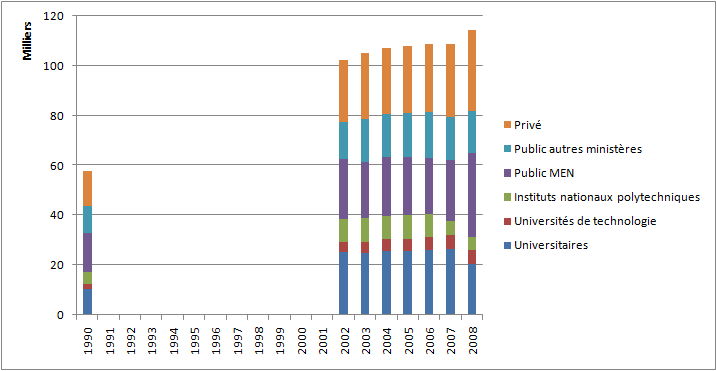
Évolution du nombre d’étudiants inscrits dans des formations d’ingénieurs.

D'après la Conférence des directeurs des écoles françaises d'ingénieurs, il y a en 2020 187 000 apprenants en formations d'ingénieur (dont 30 % de boursiers et 28 % de femmes) dans 200 écoles d'ingénieurs (dont 67 écoles internes aux universités et 51 écoles privées).
On estime qu'il y a un déficit de formation de 10 000 ingénieurs en France chaque année[réf. nécessaire].

#### Articles plus généraux
- Système éducatif français
- Études supérieures en France
- Commission des titres d'ingénieur
- Classement des écoles d'ingénieurs françaises